# وتسکولا
وتسکولا (به لاتین: Vatsküla) یک روستا در استونی است که در دهستان کارما واقع شده‌است.